# Svetlana Masterkova
Svetlana Alexandrovna Masterkova (Russisch: Светлана Александровна Мастеркова) (Atsjinsk, 17 januari 1968) is een voormalige Russische middellangeafstandsloopster, die in 1996 tweemaal olympisch kampioene werd. Masterkova, aanvankelijk uitkomend voor de Sovjet-Unie, vestigde in 1996 wereldrecords op de 1000 m en 1 mijl. Dit laatste record werd haar in 2019 door de Nederlandse Sifan Hassan ontnomen. 

## Loopbaan
Haar doorbraak maakte Masterkova in 1991 op de atletiekkampioenschappen van de Sovjet-Unie, waar ze kampioene werd op de 800 m en zich zodoende kwalificeerde voor de wereldkampioenschappen van 1991 in Tokio. Op de WK werd ze op de 800 m achtste. In 1993 behaalde ze een paar successen, waaronder het winnen van een zilveren medaille op de WK indoor. In 1994 en 1995 was ze niet actief wegens de geboorte van haar dochter.
In 1996 kwam Svetlana Masterkova sterker terug dan ooit en begon zich naast de 800 m ook op de 1500 m te specialiseren. Op de Russische kampioenschappen won ze beide afstanden in zeer goede tijden. Desondanks behoorde ze niet tot de grote favorieten op de Olympische Spelen van Atlanta. Men verwachtte veel van de Mozambikaanse Maria Mutola en de Cubaanse Ana Fidelia Quirot. Op de 800 m liep Masterkova bij de andere loopsters weg en won de wedstrijd in 1.57,53, voor Ana Fidelia Quirot (1.58,11) en Maria Mutola (1.58,71). Na deze onverwachtse overwinning kregen haar concurrentes een shock, toen ze ook de 1500 m won door de Roemeense Gabriela Szabó (zilver) en de Oostenrijkse Theresia Kiesl (brons) te verslaan.
De wereldkampioenschappen van 1997 in Parijs kon Masterkova niet aan haar overwinningenlijst toevoegen. Wegens een achillespeesblessure moest ze opgeven in de voorrondes van de 1500 m. In het seizoen hierna was ze wederom succesvol: Op de Europese kampioenschappen van 1998 in Boedapest won ze de 1500 m en op de WK van 1999 in Sevilla won ze brons op de 800 m en goud op de 1500 m.
Na de Olympische Spelen van Sydney in 2000, die voor haar teleurstellend verliepen, zette Masterkova een punt achter haar sportcarrière.
Masterkova is getrouwd met de voormalige Russische beroepswielrenner Asjat Saitov.
In 2013 werd ze opgenomen in de IAAF Hall of Fame.

## Titels
- Olympisch kampioene 800 m - 1996
- Olympisch kampioene 1500 m - 1996
- Wereldkampioene 1500 m - 1999
- Europees indoorkampioene 1500 m - 1998
- Sovjet kampioene 800 m - 1991
- Russisch kampioene 800 m - 1996
- Russisch kampioene 1500 m  - 1996, 1997
- Russisch indoorkampioene 800 m - 1993, 1996

## Persoonlijke records
Outdoor
| Onderdeel   | Prestatie           | Datum            | Plaats  |
| ----------- | ------------------- | ---------------- | ------- |
| 400 m       | 53,12 s             | 8 juli 1992      |         |
| 800 m       | 1.55,87             | 18 juni 1999     | Moskou  |
| 1000 m      | 2.28,98 (WR)        | 23 augustus 1996 | Brussel |
| 1500 m      | 3.56,77             | 14 augustus 1996 | Zürich  |
| 1 Eng. mijl | 4.12,56 (ex-WR; NR) | 14 augustus 1996 | Zürich  |

Indoor
| Onderdeel | Prestatie | Datum         | Plaats  |
| --------- | --------- | ------------- | ------- |
| 800 m     | 1.59,18   | 14 maart 1993 | Toronto |

## Palmares

### 800 m
Kampioenschappen
- 1987: 4e WK - 1.55,84
- 1989:  Wereldbeker - 1.54,44
- 1991:  Europacup - 1.59,69
- 1991: 8e WK - 2.02,92
- 1993:  WK indoor - 1.59,18
- 1993:  Grand Prix Finale - 1.59,28
- 1995: 5e Grand Prix Finale - 1.57,16
- 1996:  Europese indoorcup - 2.02,86
- 1996:  Europacup - 1.57,87
- 1996:  OS - 1.57,73
- 1997:  Grand Prix Finale - 1.56,53
- 1999:  Grand Prix Finale - 1.59,20
- 1999:  WK - 1.56,93

Golden League-podiumplekken
- 1999:  Bislett Games – 1.58,16
- 1999:  Golden Gala – 1.57,63
- 1999:  Herculis – 1.57,58
- 1999:  Weltklasse Zürich – 1.56,37
- 1999:  Memorial Van Damme – 1.57,58
- 1999:  ISTAF – 1.57,63

### 1500 m
Kampioenschappen
- 1996:  OS - 4.00,83
- 1996:  Grand Prix Finale - 4.11,42
- 1998:  Grand Prix Finale - 4.03,79
- 1999:  WK - 3.59,53
- 1998:  Wereldbeker - 4.09,41
- 1998:  EK - 4.11,91

Golden League-podiumplekken
- 1998:  Bislett Games – 4.01,37
- 1998:  Golden Gala – 3.58,42
- 1998:  Herculis – 3.57,11
- 1998:  Weltklasse Zürich – 3.59,83
- 1998:  Memorial Van Damme – 3.58,95
- 1998:  ISTAF – 4.03,19

### 1 Eng. mijl
- 1998:  Goodwill Games - 4.20,39

## Onderscheidingen
- Europees atlete van het jaar - 1996
- Europees sportvrouw van het jaar (Evgen Bergant Trofee) - 1996
- IAAF-atlete van het jaar - 1996
- IAAF Hall of Fame - 2013

1928: Lina Radke ·
1960: Ljoedmila Sjevtsova ·
1964: Ann Packer ·
1968: Madeline Manning ·
1972: Hildegard Falck ·
1976: Tatjana Kazankina ·
1980: Nadezjda Olizarenko ·
1984: Doina Melinte ·
1988: Sigrun Wodars ·
1992: Ellen van Langen ·
1996: Svetlana Masterkova ·
2000: Maria Mutola ·
2004: Kelly Holmes ·
2008: Pamela Jelimo ·
2012: Caster Semenya ·
2016: Caster Semenya ·
2020: Athing Mu ·
2024: Keely Hodgkinson
1972: Ljoedmila Bragina ·
1976: Tatjana Kazankina ·
1980: Tatjana Kazankina ·
1984: Gabriella Dorio ·
1988: Paula Ivan ·
1992: Hassiba Boulmerka ·
1996: Svetlana Masterkova ·
2000: Nouria Mérah-Benida ·
2004: Kelly Holmes ·
2008: Nancy Langat ·
2012: Maryam Jamal ·
2016: Faith Kipyegon ·
2020: Faith Kipyegon ·
2024: Faith Kipyegon
1983 Mary Decker ·
1987 Tatjana Samolenko ·
1991 Hassiba  Boulmerka ·
1993 Liu Dong ·
1995 Hassiba  Boulmerka ·
1997 Carla Sacramento ·
1999 Svetlana Masterkova ·
2001 Gabriela Szabó ·
2003 Tatjana Tomasjova ·
2005 Tatjana Tomasjova ·
2007 Maryam Jamal ·
2009 Maryam Jamal ·
2011 Jennifer Simpson ·
2013 Abeba Aregawi ·
2015 Genzebe Dibaba ·
2017 Faith Chepngetich Kipyegon ·
2019 Sifan Hassan ·
2022 Faith Chepngetich Kipyegon ·
2023 Faith Chepngetich Kipyegon